# ظهارة القرنية
ظهارة القرنية (بالإنجليزية: Corneal epithelium)‏ هي نسيج طلائي يغطي الجزء الأمامي من القرنية.